# Amphoe Khlong Khlung
Amphoe Khlong Khlung (Thai: อำเภอ คลองขลุง) ist ein Landkreis (Amphoe – Verwaltungs-Distrikt) im Zentrum der Provinz Kamphaeng Phet. Die Provinz Kamphaeng Phet liegt in der Nordregion von Thailand. 

## Geographie
Benachbarte Landkreise von Khlong Khlung sind vom Norden aus gezählt Mueang Kamphaeng Phet, Sai Thong Watthana, Bueng Samakkhi, Khanu Woralaksaburi, Pang Sila Thong und Khlong Lan. Alle Kreise liegen in der Provinz Kamphaeng Phet.

## Geschichte
1939 wurde die ehemalige Amphoe Khanu in Khlong Khlung umbenannt.

## Wirtschaft

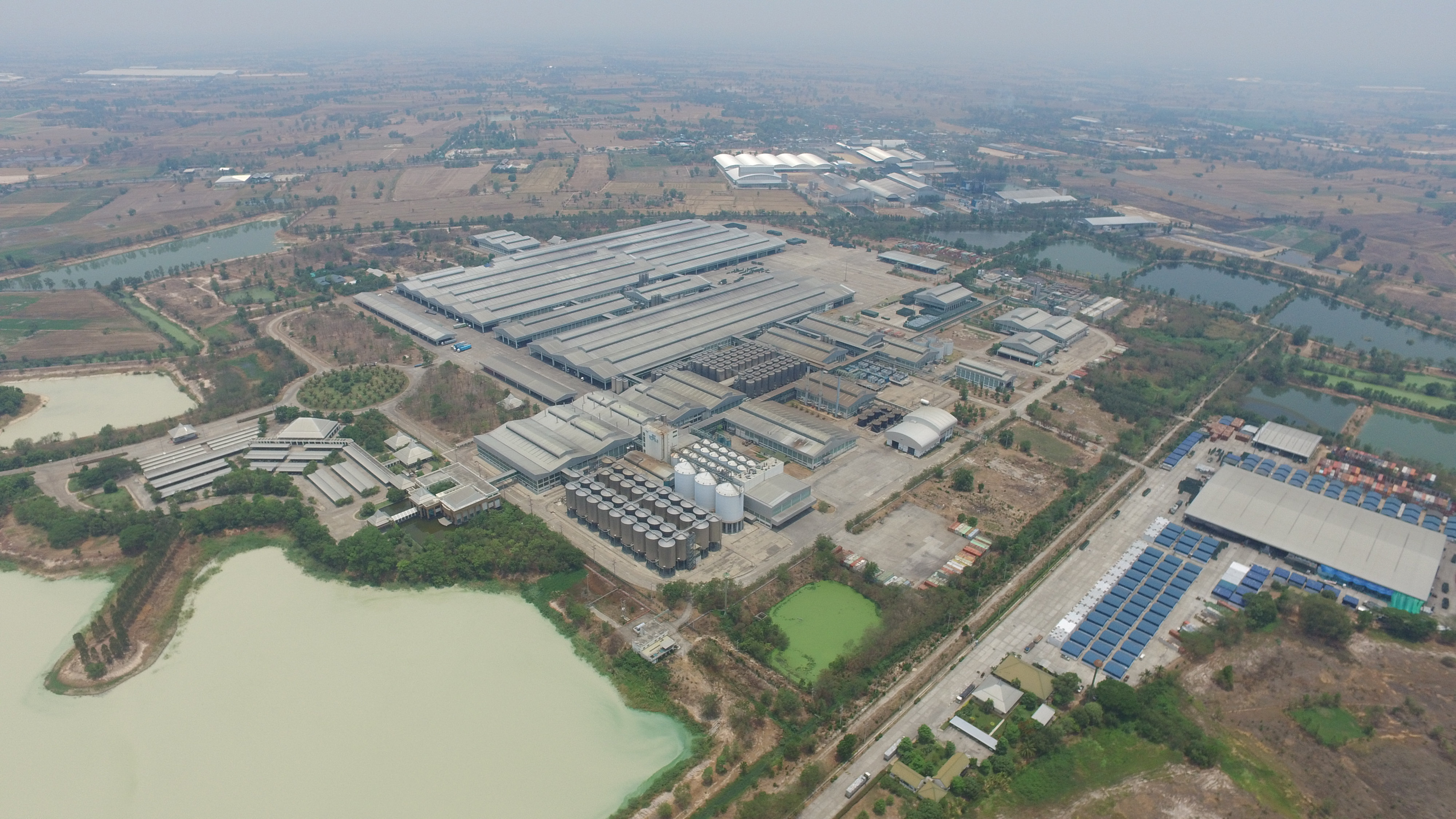
Chang-Brauerei in Khlong Khlung

Im Tambon Khlong Khlung befindet sich eine Großbrauerei der Beer Thai (1991) Plc. (einer Tochtergesellschaft der ThaiBev-Gruppe). Sie wurde ab 1999 errichtet und 2001 in Betrieb genommen. Hier wird Bier der Marken Chang und Archa produziert.

## Verwaltung

### Provinzverwaltung
Der Landkreis Khlong Khlung ist in zehn Tambon („Unterbezirke“ oder „Gemeinden“) eingeteilt, die sich weiter in 103 Muban („Dörfer“) unterteilen.
| Nr. | Name          | Thai      | Muban | Einw.  |
| --- | ------------- | --------- | ----- | ------ |
| 01. | Khlong Khlung | คลองขลุง   | 13    | 13.606 |
| 02. | Tha Makhuea   | ท่ามะเขือ   | 09    | 08.266 |
| 04. | Tha Phutsa    | ท่าพุทรา    | 07    | 04.815 |
| 05. | Mae Lat       | แม่ลาด     | 06    | 03.863 |
| 06. | Wang Yang     | วังยาง     | 09    | 05.658 |
| 07. | Wang Khaem    | วังแขม     | 16    | 09.975 |
| 08. | Hua Thanon    | หัวถนน     | 09    | 04.867 |
| 09. | Wang Sai      | วังไทร     | 15    | 10.489 |
| 13. | Wang Bua      | วังบัว      | 10    | 06.780 |
| 16. | Khlong Sombun | คลองสมบูรณ์ | 09    | 04.272 |

### Lokalverwaltung
Es gibt vier Kommunen mit „Kleinstadt“-Status (Thesaban Tambon) im Landkreis:
- Khlong Khlung (Thai: เทศบาลตำบลคลองขลุง) bestehend aus Teilen des Tambon Khlong Khlung.
- Tha Phutsa (Thai: เทศบาลตำบลท่าพุทรา) bestehend aus Teilen des Tambon Tha Phutsa.
- Tha Makhuea (Thai: เทศบาลตำบลท่ามะเขือ) bestehend aus Teilen des Tambon Tha Makhuea.
- Wang Yang (Thai: เทศบาลตำบลวังยาง) bestehend aus dem kompletten Tambon Wang Yang.

Außerdem gibt es neun „Tambon-Verwaltungsorganisationen“ (องค์การบริหารส่วนตำบล – Tambon Administrative Organizations, TAO)
- Khlong Khlung (Thai: องค์การบริหารส่วนตำบลคลองขลุง) bestehend aus Teilen des Tambon Khlong Khlung.
- Tha Makhuea (Thai: องค์การบริหารส่วนตำบลท่ามะเขือ) bestehend aus Teilen des Tambon Tha Makhuea.
- Tha Phutsa (Thai: องค์การบริหารส่วนตำบลท่าพุทรา) bestehend aus Teilen des Tambon Tha Phutsa.
- Mae Lat (Thai: องค์การบริหารส่วนตำบลแม่ลาด) bestehend aus dem kompletten Tambon Mae Lat.
- Wang Khaem (Thai: องค์การบริหารส่วนตำบลวังแขม) bestehend aus dem kompletten Tambon Wang Khaem.
- Hua Thanon (Thai: องค์การบริหารส่วนตำบลหัวถนน) bestehend aus dem kompletten Tambon Hua Thanon.
- Wang Sai (Thai: องค์การบริหารส่วนตำบลวังไทร) bestehend aus dem kompletten Tambon Wang Sai.
- Wang Bua (Thai: องค์การบริหารส่วนตำบลวังบัว) bestehend aus dem kompletten Tambon Wang Bua.
- Khlong Sombun (Thai: องค์การบริหารส่วนตำบลคลองสมบูรณ์) bestehend aus dem kompletten Tambon Khlong Sombun.